# Heinz Griesel
Heinz Griesel (Duisburgo, 4 de março de 1931) é um matemático alemão, professor da Universidade de Kassel.
Griesel estudou matemática, física, lógica e filosofia na Universidade de Tübingen e na Universidade de Münster, onde obteve um doutorado em 1957, orientado por Heinrich Behnke, com a tese Überkonvergenz in der Funktionentheorie mehrerer Veränderlicher. Em 1971 foi professor em Kassel, onde fundou com Arnold Kirsch a Kasseler Schule der Mathematikdidaktik.

## Obras
- Die Neue Mathematik für Lehrer und Studenten, Schroedel Verlag, Hannover:
  - Volume 1: Mengen, Zahlen, Relationen, Topologie, 1971, 7. Edição 1982.
  - Volume 2: Größen, Bruchzahlen, Sachrechnen. 1973, 3. Edição 1976.
  - Volume 3: Rationale Zahlen, Algorithmen, Verknüpfungen, Gruppen, Körper. 1974, 3. Edição 1977.
- Analysis 1,2, Reihe: Unterrichtshefte zur Mathematik von heute, Schroedel Verlag, primeiro 1968 respectivamente 1970.